# 通信・放送機構
通信・放送機構（つうしん・ほうそうきこう、英略：TAO: Telecommunications Advancement Organization of Japan）は、かつて存在した総務省所管の認可法人である。 

## 概要
実用化を目前とした国産の通信衛星および放送衛星の一元的管理・運用を目的として、1979年（昭和54年）8月に、通信・放送衛星機構法に基づき郵政省所管の認可法人として設置された。通信・放送衛星機構法に定められた業務は以下の通りであった。
- 通信衛星及び放送衛星を他に委託して打ち上げること
- 通信衛星及び放送衛星の位置、姿勢等を制御すること
- 通信衛星及び放送衛星に搭載された無線設備をこれを用いて無線局を開設する者に利用させること

情報通信の急速な発展に伴い、1992年（平成4年）10月に「通信・放送機構」と名称を変更した。組織の目的は、情報通信分野での基礎技術から応用研究への橋渡しを図るための先導的研究開発等を実施すると共に、通信・放送事業の普及・促進のための各種支援業務を行うことで情報通信の高度化に貢献する事であった。
2001年12月19日の特殊法人等整理合理化計画において、通信・放送機構を廃止し、独立行政法人通信総合研究所と統合し、新たな独立法人を設置する方針が定められ、2004年に独立行政法人情報通信研究機構に改組された。

## 沿革
- 1979（昭和54）年8月　通信・放送衛星機構（TSCJ）を設立
- 1982（昭和57）年8月　君津衛星管制センターを開所
- 1990（平成2）年10月　特定通信・放送開発事業への支援を開始
- 1992（平成4）年10月　通信・放送機構に名称変更、高度通信・放送研究開発を開始
- 2001（平成13）年7月　民間基盤技術研究促進業務を開始
- 2002（平成14）年3月　衛星管制業務を終了
- 2003（平成15）年4月　基盤技術研究促進センターの業務の一部を承継
- 2004（平成16）年4月　通信総合研究所と通信・放送機構が統合し、独立行政法人情報通信研究機構として発足[1]